# 오가와촌 (야마구치현)
오가와촌(小川村)은 일본 야마구치현 아부군에 설치되었던 촌이다. 현재의 하기시의 북동단 산간 지역에 해당한다.